# Pöfögő botsáska
A pöfögő botsáska (Anisomorpha paromalus), a rovarok (Insecta) osztályába, botsáskák (Phasmatodea) rendjébe és a Pseudophasmatidae nevű családba tartozó faj.
Kedvelt terráriumi díszállat.

## Elterjedése
Eredeti élőhelye Belize és Mexikó.

## Megjelenése
Mindkét ivar szárnyatlan, fényes, fekete színű, vörösesbarna mintázattal. A nőstény 70, a hím 40 mm körüli. Nemének legnagyobb faja.

## Életmódja
Fogságban táplálható szeder, fagyal, és a kislevelű fikusz (Ficus benjamina) leveleivel.
Terráriumi tartása során viszonylag száraz körülményeket kíván. Tartása nehezebb, bonyolultabb, mint rokonáé, az Anisomorpha buprestoides-é.

### Egyedfejlődés
A peték 3–4 mm hosszúak és nagyjából 1,5 mm szélesek, hordó alakúak. Színezetük a sárgástól a szürkéig terjedhet.
A nimfák 3-4 hónap után kelnek ki a petékből. A frissen kikelt egyedek 12 mm hosszúak, barna színűek. A kifejlett egyedekhez hasonlóan társas életmódot folytatnak.

### Védekező mechanizmus
Az Anisomorpha nem többi fajához hasonlóan középtorán mirigyekkel rendelkezik, melyből veszély esetén erős, szúrós szagú, irritáló folyadékot permetez ki, akár 30 cm-es távolságba is, de a permet hatása 60 cm-rel arrébb is érezhető.
A váladék a szembe kerülve átmeneti vakságot is okozhat.